# 金斯利 (密歇根州)
金斯利（英語：Kingsley）是位於美國密歇根州大特拉弗斯縣的一個村。

## 人口
根據2020年美國人口普查的數據，金斯利的面積為3.17平方千米，當中陸地面積為3.15平方千米，而水域面積為0.01平方千米。當地共有人口1431人，而人口密度為每平方千米451人。